# Занепад цивілізації (фільм)
«Занепад цивілізації» (англ. Extinction) — американський науково-фантастичний фільм 2018 року режисера Бена Янга.

## Сюжет
Інженеру Пітеру декілька тижнів періодично ввижається напад невідомого ворога. Через це в нього гіршають стосунки з дружиною Еліс та дочками Ганною та Люсі. За порадою свого начальника Девіда він неохоче звертається до лікаря, але зустрічає іншого пацієнта, який каже, що бачить такі ж сни і лікарі лише приховують те, що стоїть за ними. Це спонукає Пітера повірити, що він бачить попередження про майбутній напад інопланетян.
Вночі над містом з'являються космічні кораблі і відкривають вогонь по місту, завдаючи значної шкоди. Видіння справджуються і Пітер з Еліс барикадуються в своїй квартирі. Броньований інопланетний солдат пробиває барикаду і знаходить Люсі, що ховається під столом. Солдат оглядає дівчинку, чим Пітер та Еліс користуються, що приголомшити солдата. Схопивши інопланетну зброю, Пітер виводить свою родину з будинку.
Пітер переконує свою родину сховатися на фабриці, де він працює, оскільки бачив у видіннях Девіда. Йому вдається ввімкнути зброю, вбити кількох солдатів і вирушити на фабрику. Але Еліс ранить вибух біля входу. Потім їх наздоганяє солдат, який отямився і знайшов Девіда за маячком у зброї. На подив Пітера, солдат знімає шолом і виявляється людиною. Пітер, погрожуючи зброєю, змушує солдата віднести Еліс на фабрику. Там чекає Девід, який пояснює, що до вторгнення готувалися багато років. Медик не може врятувати Еліс, але солдат заявляє, що йому це під силу. Девід відправляє дітей на станцію метро, де їх забирає поїзд і везе в безпечне місце.
Солдат відкриває Пітеру, що Еліс — робот. Їй потрібне джерело живлення, яке є в Пітера. За вказівками солдата Пітер розрізає собі груди ножем і пересвідчується, що він робот. Солдат з'єднує обох кабелем, а Пітер переживає спогади про те, що сталося насправді. Те, що він вважав видіннями майбутнього, було спогадами про повстання роботів проти людей, які їх створили. Побоюючись, що роботи можуть повстати, люди атакували їх першими. Роботи перемогли та вигнали людей з Землі, але лишилися з почуттям провини та страху, що люди помстяться. Тому більшість роботів приховали собі спогади і стали жити, вважаючи, ніби вони і є людьми.
Коли Пітер отямлюється, солдат на ім'я Майлз пояснює, що люди живуть на Марсі вже 50 років. Він не очікував, що роботи настільки схожі на своїх творців, і лишає пару роботів на фабриці. Пітер і Еліс збираються знайти своїх дочок, коли люди проламуються крізь дах фабрики. Роботи тікають у поїзді, де Пітер припускає, що одного дня між ними та людьми може настати мир.

## У ролях
| Актор           | Роль                        |
| --------------- | --------------------------- |
| Майкл Пенья     | Пітер                       |
| Ліззі Каплан    | Еліс (дружина Пітера)       |
| Майк Колтер     | Девід (босс Пітера)         |
| Амелія Крауч    | Ганна (дочка Пітера)        |
| Еріка Тремблі   | Люсі (дочка Пітера)         |
| Ізраель Бруссар | Майлз (військовий)          |
| Лекс Шрапнель   | Рей                         |
| Емма Бут        | Саманта                     |
| Лілі Еспель     | Меган (дочка Рея і Саманти) |

## Відгук
На сайті-агрегаторі рецензій Rotten Tomatoes фільм має рейтинг схвалення 32 % на основі 25 рецензій і середню оцінку 4,1/10. Критичний консенсус на сайті звучить так: «У „Занепаді цивілізації“ є кілька інтригуючих ідей, але вони — і часом гра талановитих зірок — губляться в заплутаному сюжеті та розчаровуючому темпі фільму». На сайті Metacritic фільм має середньозважену оцінку 40 балів зі 100 можливих на основі відгуків 6 критиків, що означає «загалом несхвальні відгуки».